# Α-Glikozydaza sacharozy
α-Glikozydaza sacharozy (cukraza; sacharozo-α-D-glikohydrolaza; EC 3.2.1.48) – enzym z klasy hydrolaz, podklasy glikozydaz, katalizujący hydrolizę wiązań O-glikozydowych sacharozy i maltozy, w wyniku czego powstają dwie cząsteczki D-glukozy bądź D-glukozy i D-fruktozy – w zależności od substratu. Występuje m.in. w jelicie cienkim.